# Кронпринц (линеен кораб, 1914)
Кронпринц Вилхелм (на немски: SMS Kronprinz Wilhelm) е линеен кораб на Германския императорски военноморски флот, четвъртият и последен кораб от типа „Кьониг“ дреднаути (заедно с „Гросер Курфюрст“, „Кьониг“ и „Маркграф“), участник в Първата световна война. Наречен е в чест на наследника на германския престол (кронпринц) Вилхелм.

## Строителство
Линкорът „Кронпринц Вилхелм“ е заложен на 1 април 1912 г. по корабостроителната програма за 1912 г., и е спуснат на вода на 21 февруари 1914 г. Въведен е в състава на флота на 8 ноември 1914 г., в четвъртия месец от началото на войната.

## История на службата
„Кронпринц Вилхелм“, както и трите други еднотипни линкора, участва във всички основни операции на германския флот през войната, включая Ютландското сражение от 31 май – 1 юни 1916 г. По време на боя „Кронпринц Вилхелм“ не е повреден така, както другите немски съдове, такива, като линкорите „Кьониг“, „Маркграф“ и линейните крайцери.
На 5 ноември 1916 г., по време на операция при датското крайбрежие, „Кронпринц“ е торпилиран от британската подводница J1. След ремонта, линкорът „Кронпринц“, през октомври 1917 г., взема участие в операция „Албион“, нападението над принадлежащите на Руската република острови в Рижкия залив. По време на боя „Кронпринц“ обстрелва руските кораби и принуждава да отстъпи стария руски броненосец броненосец „Цесаревич“.
След поражението на Германия и подписването на примирието, през ноември 1918 г., „Кронпринц“ както и болшинството големи бойни кораби на Флота на Откритото море е интерниран от британския Кралски флот в Скапа Флоу. Корабите са разоръжени, техните екипажи – съкратени.
На 21 юни 1919 г., малко преди това, да бъде подписано Версайското съглашение, командващият интернирания флот контраадмирал Лудвиг фон Ройтер издава заповед за за потопяването на флота. За разлика от болшинството други потопени съдове, „Кронпринц“ не е изваден от водата и все още се намира на дъното на залива Скапа Флоу.